# Jan Žižka

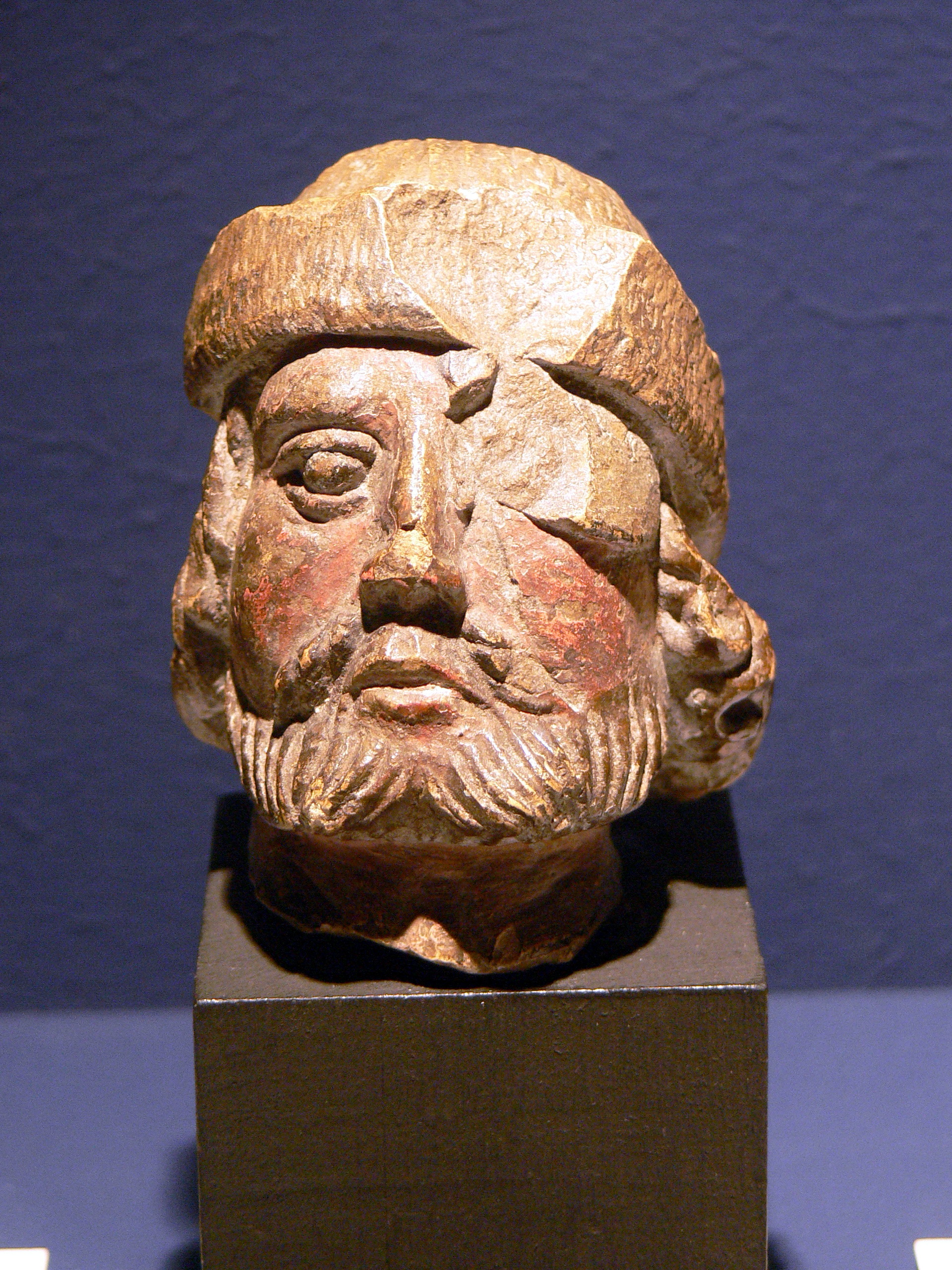
Jan Žižka

Jan Žižka (fil), född i Trocnov på 1370-talet, död i Přibyslav 11 oktober 1424, var de böhmiska husiternas fältherre och en legendarisk hjälte under husiterkrigen. Han var lägre befälhavare i den kungliga högvakten och taboritisk hövitsman.

## Tidig karriär

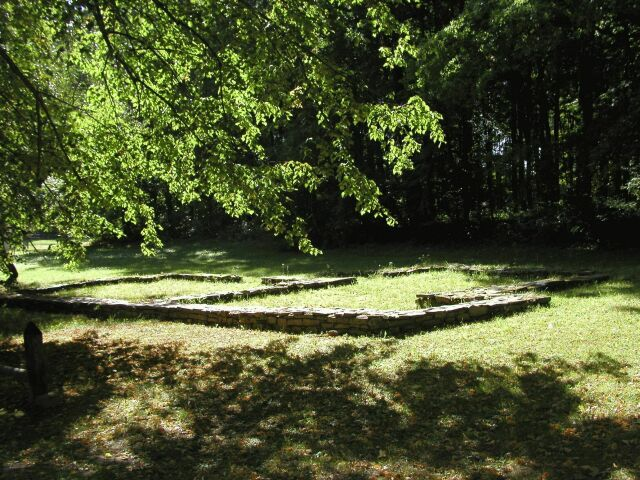
Lämningarna av Žižkas herrgård

Jan Žižka av Trocnov trädde in på den historiska scenen som fattig godsägare i södra Böhmen i slutet av 1300-talet. Från en mer välbärgad bonde skilde han sig endast genom att han var fri och hade sitt säte på ett fäste. Han var ständigt skuldsatt och sålde slutligen sin kvarvarande egendom. I stället började Žižka tjäna sitt uppehälle som legoknekt. Under striderna mellan adelsförbundet och kung Wenzel IV runt sekelskiftet stod han på kungens sida. Efter att förhållandena i landet hade lugnat ned sig blev det svårare med försörjningen. Žižka förlorade sin sold och sökte sitt uppehälle i de militära brödraskap vilkas verksamhet gränsade till stråtröveri. När det i Polen började dra ihop sig till en avgörande kraftmätning mellan Tyska orden å ena sidan och den polske kungen med den litauiske storfursten å den andra, trädde Žižka i tjänst på den polska sidan. I slaget vid Tannenberg stred han i en av kung Vladislavs två heltjeckiska kontingenter. Enligt uppgift ska han efter slaget även ha tjänstgjort i garnisonen på den erövrade borgen Reden (polska: Radzyń Chełmiński). Därefter återvände denna ärrade veteran med ovärderliga erfarenheter och fylld penningpung till Prag, där han köpte ett hus. Som en av de lägre befälhavarna i den kungliga högvakten och redan till åren kommen rycktes han med av Jan Hus predikningar i Betlehemskapellet.

## Husitrevolutionens utbrott
Vid husitrevolutionens utbrott anslöt sig Žižka till husiterna. I oktober 1419 var han med och förhandlade fram fästningsstaden Vyšehrads kapitulation, varigenom husiternas ställning avsevärt förbättrades. I början av november deltog han i striderna med de kungliga på Lillsidan. Efter vapenstilleståndet den 13 november lämnade han tillsammans med andra radikala husiter Prag, eftersom atmosfären i staden inte var gynnsamt inställd till de radikalas samhällsvision. De tog sin tillflykt till staden Plzeň i sydvästra Böhmen, som vid den tiden var en stödjepunkt för den husitiska rörelsen. Sannolikt redan under perioden i Plzeň tog Žižka på sig den informella militära ledarrollen. Genom slagkraftiga räder hotade husiterna katolikernas stödjepunkter i stadens omgivningar. I slaget vid Nekmíř överraskades de av en mycket större styrka under befäl av Bohuslav av Schwanberg (tjeckiska: Bohuslav ze Švamberka). I försvarsstriden på öppet fält utnyttjade tydligen Žižka ett antal vagnar som en provisorisk försvarslinje. De kungatrognas ryttartrupp stred ihärdigt men drog sig vid skymningen tillbaka. I mars 1420 var dock de radikala husiternas ställning i Plzeň försvagad. De kungatrogna hade inlett en belägring av staden. Profetiorna om domedagens ankomst och grundandet av Kristi tusenårsrike på jorden hade kommit på skam. Invånarna, som i början hade gett husiterna sitt stöd, började komma på andra tankar. Därför beslutade de radikala under ledning av Žižka att lämna Plzeň och i stället bege sig till den nygrundade husitiska staden Tábor. Expeditionen lämnade troligen Plzeň i gryningen den 23 mars. Den katolska lantfredens styrkor höll sig på avstånd fram till den 25 mars, då de efter att ha fått förstärkningar gick till anfall. I slaget vid Sudoměř utnyttjade Žižka terrängen (fiskdammar) och vagnborgstaktiken för att slå tillbaka de kungatrognas ryttarchocker. Tät dimma försvårade dessutom fiendens orientering. Efter segern drog Žižkas trupper vidare till Tábor. Husitrevolutionens första större fältslag ägde redan flera av de drag som skulle känneteckna den kommande husitiska krigföringen, framför allt vagnborgstaktiken. Denna rörliga och snabbt uppställbara befästning kunde tillsammans med ett skickligt utnyttjande av terrängens fördelar uppväga motståndarens övertag i antal och utrustning. Endast detta kan dock inte förklara husiternas segrar. De kungligas styrkor utgjordes huvudsakligen av legoknektar, för vilka kriget var ett näringsfång. I striden med husiterna stod de dock inför en motståndare som inte endast stred av självbevarelsedrift, utan även motiverad av starka religiösa ideal.

## Taboritisk hövitsman

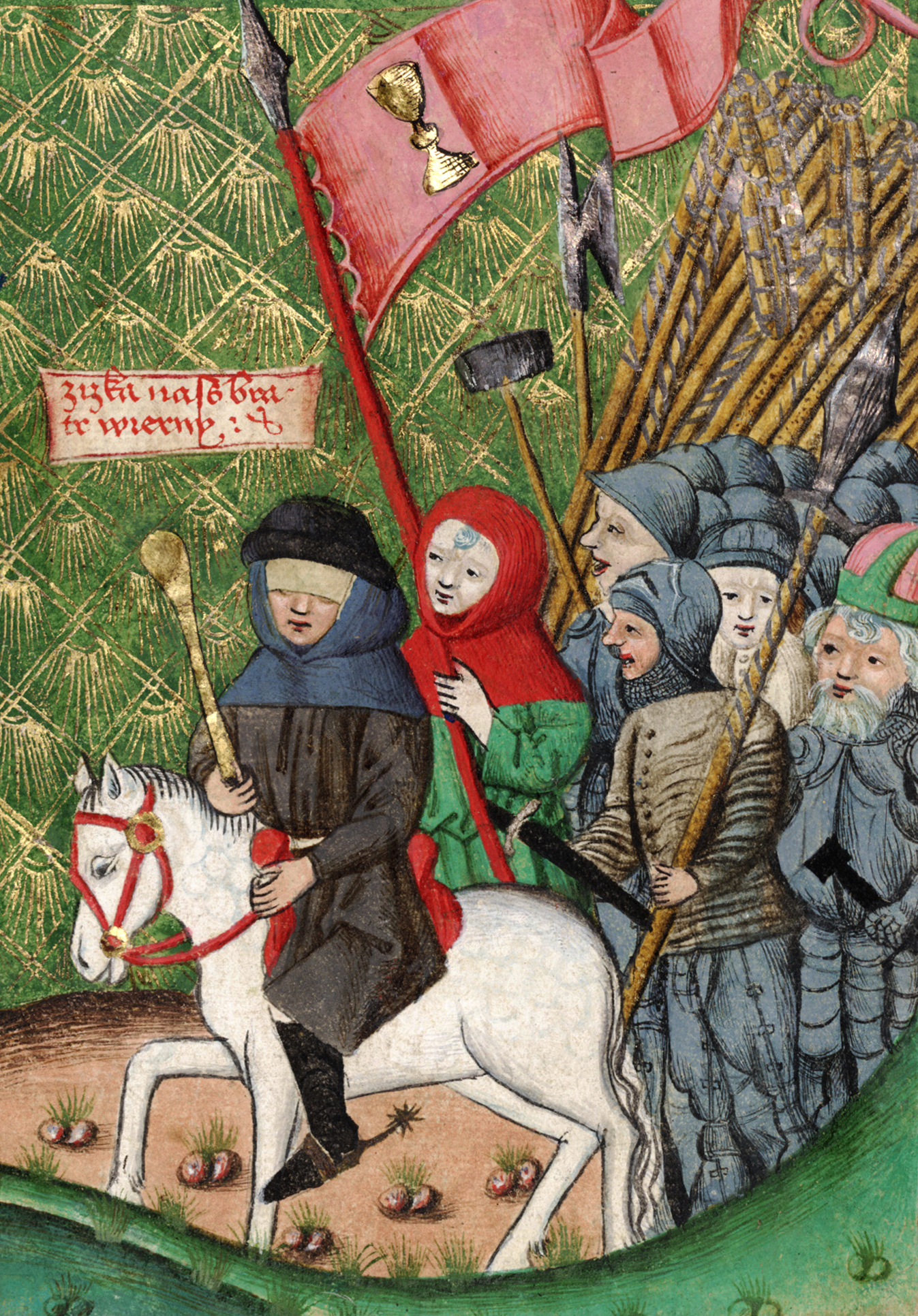
Härföraren Žižka

I början av april 1420 valde taboriterna fyra militära hövitsmän. En av dem var Jan Žižka. Redan den 5 april ägde den första militära operationen rum: ett överraskningsanfall på den närbelägna katolska stödjepunkten Mladá Vožice. Hästarna och utrustningen som togs som plundringsbyte använde Žižka till att förstärka sin egen truppstyrka, som han kontinuerligt byggde ut och tränade i mån av tid. Efter två veckors uppehåll inledde taboriterna den andra fasen av sin våroffensiv. Efter att ha bränt ned staden Strakonice fortsatte Žižka till borgen Rabí, som stormades. Žižka lät på plats bränna sju tillfångatagna präster och tillfångatog även borgherrens söner. I maj fick taboriterna bud om att Prag hotades av en korstågshär ledd av kung Sigmund, varför de drog till huvudstaden. 
I slutet av juni slog korstågshärens kontingenter stegvis läger norr om Prag. Genom Žižkas försorg uppförde husiterna snabbt en befästning på Vítkovberget utanför stadens oskyddade östra sida. I slaget på Vítkov den 14 juli anföll korstågsstyrkorna denna befästning, som försvarades av en liten grupp husiter under ledning av Žižka – enligt uppgift 26 män och tre kvinnor. I det kritiska ögonblicket, då anfallarna redan höll på att bryta sig in genom palissaderna, anlände husitiska förstärkningar som skapade panik i korstågsstyrkornas led och avgjorde slaget. På grund av detta bakslag upplöstes efter ett par veckor korstågshären och i augusti kunde taboriterna lämna Prag. 
Žižka samlade förstärkningar i Písek och stormade därefter staden Vodňany. Han fortsatte sedan österut och inledde vid mitten av september belägringen av det kungliga fästet i Lomnice nad Lužnici, som intogs efter fyra veckor. Efter att ha intagit Nová Bystřice företog Žižka en snabb marsch till Horážďovice, som kapitulerade, och fästet Malý Bor, som intogs och brändes ned. Där fick han bud om att en kungatrogen styrka under befäl av Bohuslav av Schwanberg närmade sig. I sista stund hann Žižka ställa upp sin styrka till försvar på en närbelägen höjd med en befäst romansk kyrka. I slaget vid Malý Bor den 12 oktober slogs fienden på flykten. Efter slaget drog sig Žižka tillbaka till Písek för att samla förstärkningar och lämna kvar sårade. Nästa fas i höstens fälttåg inleddes genom belägringen av klostret Zlatá Koruna, som plundrades och brändes ned. Expeditionen återvände till Písek med fullastade vagnar. Den 12 november drog Žižka till Prachatice. Han ska ha lovat försvararna mild behandling om de öppnade portarna. Invånarnas trotsiga svar gjorde honom dock ursinnig. Samma dag klättrade taboriterna över muren på flera ställen, varefter en massaker på stadens invånare följde. I slutet av månaden drog Žižka till Prag för att stödja taboriterna i belägringen av den närbelägna borgen Říčany. Efter borgens kapitulation lät han bränna elva katolska präster. Den 10 december närvarade han vid en debatt i trosfrågor i Prag mellan de moderata praghusiterna (utrakvisterna) och de radikala taboriterna, vilket dock inte ledde till att klyftan mellan dem kunde överbryggas. 
I början av 1421 vände sig Žižka åter mot Plzeň-området. Vapenstilleståndet i södra Böhmen med magnaten Ulrich av Rosenberg (tjeckiska: Oldřich z Rožmberka) gjorde det möjligt att utnyttja alla frigjorda taboritiska styrkor i fälttåget. Blixtmarscher och överraskningsanfall hörde till den grundläggande arsenalen i Žižkas offensiva taktik. De första målen var de rika klostren Chotěšov och Kladruby. För att göra upp med sin ärkefiende Bohuslav av Schwanberg belägrade därefter Žižka dennes borg Krasíkov. Bohuslav kapitulerade efter ett par dagar och gick senare över till taboriterna. Den 6 februari mötte Žižka upp med en stor styrka från Prag vid Dobříš. De förenade styrkorna avancerade under Žižkas befäl till Rokycany, som öppnade sina portar, och tog även borgen Vlčtejn i besittning. Den 14 februari inleddes belägringen av Plzeň och efter en månad ingick staden avtal om vapenvila till följande nyår. Den 15 mars slog husiterna läger vid det katolska Chomutov. Invånarnas och de tyska legoknektarnas hårdnackade försvar ökade anfallarnas skoningslöshet efter att de intog staden. Massakern i Chomutov hör till husitkrigens mörkaste kapitel. Detta följdes av ytterligare en blodig operation, då taboriterna den 1 april hjälpte sina allierade från Prag att inta Beroun. Efter stadens fall lät Žižka bränna 40 präster, inklusive tre lärde från Karlsuniversitetet. Därefter blev han tvungen att återvända till Tábor, eftersom sektbildningen i staden (pikarter, adamiter) under hans frånvaro hade gått så långt att det hotade taboriternas sammanhållning och disciplin. Efter en räd i skogarna i södra Böhmen lät han bränna 50 infångade pikarter i byn Klokoty som ett varnande exempel. Därefter anslöt sig Žižka åter till praghusiternas våroffensiv i nordöstra delen av landet. Chrudim kapitulerade den 28 april. Vid den fortsatta offensiven mot norr kapitulerade Dvůr Kralové och Trutnov. Därefter svängde Žižka av mot väster och trakten av Litoměřice. Den rika staden lockade honom. Till skillnad från andra rovgiriga hövitsmän traktade han inte efter det stora herredömet, eftersom det skulle vara svårt att försvara. På gamla dagar ville han dock skaffa sig något han kunde falla tillbaka på, gärna ett mindre kyrkligt gods med ett befäst herresäte. I detta syfte tog han över en mindre borg på en höjd ovanför byn Třebušín. Žižka lät under de kommande månaderna bygga ut borgen och gav den namnet Kalich (kalken). Från denna tidpunkt använde han detta tillnamn och bytte även ut kräftan i vapenskölden mot en nattvardskalk. 

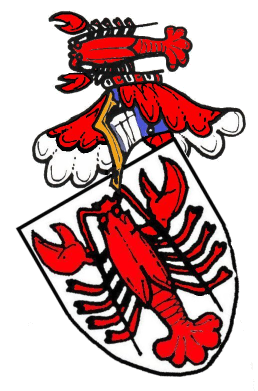
Žižkas vapensköld

Hans anfall på Litoměřice var dock inte framgångsrikt, men han plundrade och förstörde de kyrkliga byggnaderna i den närliggande ärkebiskopsstaden Roudnice. I början av juni deltog Žižka vid lantdagen i Čáslav, där han valdes in i interimsregeringen, men skyndade sedan mot sydväst för att en andra gång belägra borgen Rabí, som på nytt hade besatts av de kungatrogna. Detta visade sig ödesdigert, eftersom han vid belägringen miste sitt enda kvarvarande öga. Žižka uppsökte läkare i Prag, men hans framtid som härförare var länge osäker. 
I oktober tog han dock åter befälet över de taboritiska styrkorna för att undsätta den belägrade staden Lomnice nad Lužnicí i söder. På vägen lät han även riva stadsmurarna i Soběslav. Därefter gjorde han en avstickare för att göra slut på de sista sektgrupperna som hade undkommit vårens utrensningar. Fyrtio av dessa så kallade adamiter lät Žižka bränna på en ö i floden Nežárka. Till skillnad från dessa fantaster stod den blinde härföraren med båda fötterna på jorden. Först senare skulle det visa sig att Žižka genom sin till synes planlösa krigföring steg för steg följde en strategisk linje inriktad på att stärka den husitiska mittenfalangens vänsterflygel. Vid återtåget till Písek förstörde han även borgen Poděhúsy. Žižkas ställning bland taboriterna var dock försvagad. Somliga anklagade honom för att ha mördat deras taboritiska bröder, andra klandrade honom för samarbetet med utrakvisterna. Prästerna å sin sida tålde inte hans auktoritära inblandning i trosfrågor. Efter återkomsten till Písek drog han ut för att undsätta den belägrade borgen Krasíkov. När Žižka stötte på hårt motstånd från en numerärt överlägsen fiende valde han att retirera mot Žatec. Eftersom starka ryttaravdelningar var dem hack i häl valde den blinde härföraren med hjälp av sina adjutanter en försvarsställning på berget Vladař vid Žlutice, där de i en vagnborg under tre dagar uthärdade köld, hunger och oavbrutna anfall. Den fjärde dagen lyckades de bryta sig ut och nå Žatec. Där fick de bud om att kung Sigmunds trupper höll på att korsa gränsen från Mähren. 
Redan den 1 december kunde huvudstaden välkomna honom med ”ärebetygelser som anstod en furste”. Det är inte helt klarlagt om Žižka övertog högsta befälet för samtliga husitiska styrkor, men hela fälttåget är präglat av hans auktoritet och militära geni. Den blinde härföraren drog ut mot öster med sina taboriter redan den 8 december. De samlade husitiska styrkorna tog sedan över den viktiga staden Kutná Hora med dess silvergruvor. De opålitliga invånarna, i huvudsak tysktalande katoliker, var en orsak till att Žižka valde att bjuda strid på öppna fältet. Den 21 december ställde husiterna upp till slag väster om staden. Under slaget vid Kutná Hora slank dock kungens trupper in genom en obevakad port från norr och tog över staden, vars invånare inte var sena att förråda husiterna. Husiterna fann sig inringade. I denna situation satsade Žižka allt på ett kort. Genom en skicklig manöver bröt han sig den 22 december ut ur inringningen och bort från stadens omedelbara närhet. Kung Sigmund tolkade reträtten som att husiterna hade besegrats. I tron att husiterna inte längre utgjorde ett hot lät han därför sina trupper inför julhelgen sprida ut sig i omgivningarna för att söka vinterkvarter. Den 6 januari 1422 dök dock husiternas styrkor överraskande upp på nytt, varvid kungen gav order om omedelbar reträtt. Så fort situationen i staden tillät drog Žižka ut för att förfölja de kungliga. Efter två dagar hann husiterna i kapp dem vid Habry halvvägs till Německý Brod. I slaget vid Habry slogs Sigmunds styrkor på flykten. En del av kungens trupper försvarade dock envist Německý Brod. Under förhandlingarna om stadens kapitulation den 10 januari bröt delar av de husitiska trupperna mot den dåtida krigföringens konventioner och stormade staden, som förstördes till grunden. Detta kände dock Žižka djup personlig ånger för. De segerrika husiterna återvände till Prag fyra dagar senare.

## Žižkas brödraskap
På våren 1422 anlände den litauiske tronpretendenten Žygimantas Kaributaitis till Prag. Denne erkändes som riksföreståndare av husiterna. Žižka intog i början en avvisande hållning men gav till slut likaledes sitt erkännande, och höll under resten av året en relativt låg profil. När Kaributaitis i början av 1423 återkallades hem, trädde Žižka åter fram i förgrunden.
Žižka hade en traditionalistisk inställning till husitismen. Med en soldats rätlinjighet bet han sig fast vid de fyra Pragartiklarna, som omfattade kalken för lekmän men inte de taboritiska liturgiska nyheterna. Žižka hade distanserat sig allt mer från de taboritiska extremisterna. I takt med att de taboritiska dogmerna utkristalliserade sig rörde han sig allt mer mot mitten av det husitiska religiösa spektrumet. De taboritiska prästerna å sin sida lyfte nu ett varnande finger: ett rättfärdigt krig måste följa principen att fienden endast får dödas av nödtvång. Den gammaltestamentliga grymheten skulle nu tyglas av en nytestamentlig hänsynsfullhet. Den blinde härföraren, som dagligen var tvungen att bekämpa blodtörstiga fiender, kunde inte förlika sig med denna inställning. Dessa slitningar mellan Žižka och taboriterna ledde nu till att Žižka grundade sitt eget brödraskap med bas i nordöstra Böhmen. Eftersom det hade visat sig att Žygimantas Kaributaitis inte var rätt kandidat för att leda landet föresatte sig Žižka nu att med hjälp av det nya brödraskapet skapa en nationell husitisk enhet riktad mot alla fiender till Guds lag.

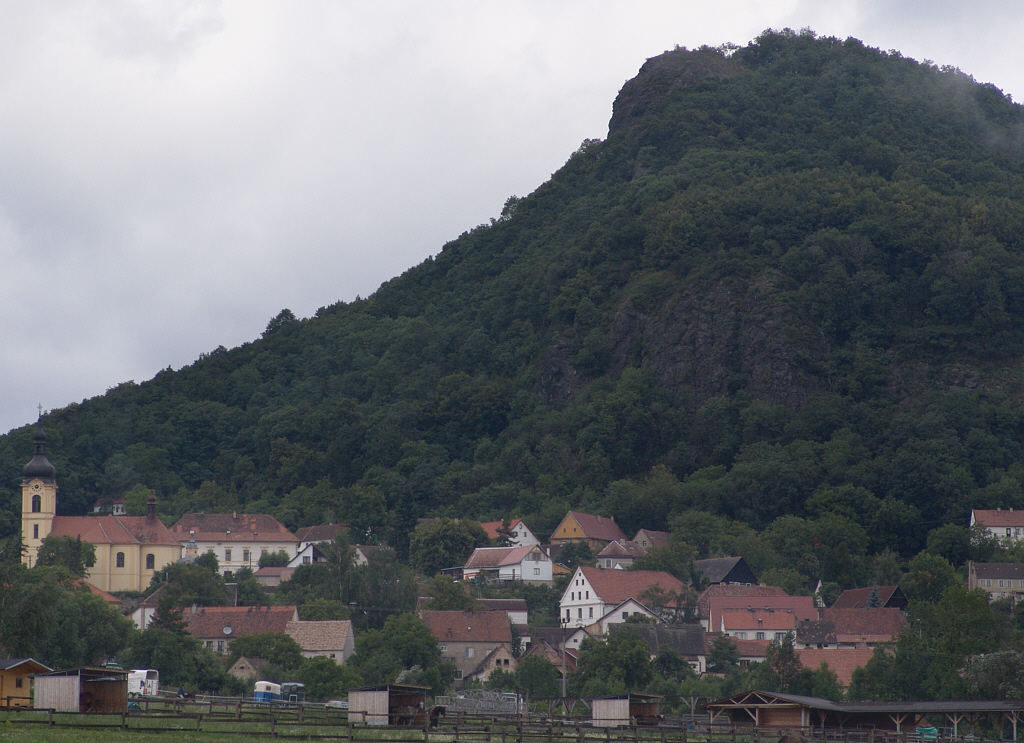
Borghöjden Kalich

På endast femton månader växte det ur Žižkas brödraskap fram ett elitförband, som förhindrade ett förtida Lipany och på vars grund de radikala husiternas tioåriga dominans kunde byggas. Så fort Kaributaitis lämnade landet sammankallade Žižka i början av april 1423 ett möte i Německý Brod, där brödraskapet grundades. Den första gemensamma operationen var ett krigståg mot kung Sigmunds allierade, främst Čeněk av Wartenberg (tjeckiska: Čeněk z Vartemberka), som besegrades i slaget vid Hořice den 20 eller 23 april. Efter två års uppehåll återvände sedan Žižka i början av juni till sitt herresäte Kalich för att kontrollera hur hans bror Jaroslav hade befäst borgen. Redan den 4 juni inledde han belägringen av den närliggande katolska borgen Panna. Resultatet av belägringen är dock oklart. Spänningarna mellan de radikala och moderata husiterna stegrades. I andra halvan av juli besatte Žižka staden Hradec Kralové, som under det senaste året hade tillhört det moderata husitiska Pragförbundet. Genom detta fick brödraskapet sin första bas. Pragförbundets styrkor gjorde ett försök att återerövra staden i början av augusti, men besegrades av Žižka i slaget vid Strauchův Dvůr den 4 augusti. Žižka utnyttjade därefter tillfället för att ta Čáslav i besittning och tillsätta ett nytt råd i Kutná Hora. Tack vare en stark mobilisering kunde han sedan slå tillbaka Pragförbundets anfall på Čáslav. På hösten ledde Žižka ett fälttåg till Mähren. Efter återkomsten besegrade han de kungatrogna i slaget vid Česká Skalice den 6 januari 1424. I slutet av februari belägrade han Hostinné, vilket dock inte kröntes med framgång. I början av mars intog han fästet Mlázovice och brände ned Smidary. I början av maj genomförde han ett stort krigståg till Plzeň-området. Detta fungerade som en maktdemonstration, vid vilket hela den sydvästra delen av det passiva taboritiska förbundet anslöt sig till hans brödraskap. Under trycket av en numerärt överlägsen fiende retirerade sedan Žižka till Žatec, som tillsammans med Louny likaledes anslöt sig till brödraskapet. I månadsskiftet maj-juni inringades dock Žižka av en styrka ur adelsförbundet (en allians mellan moderata husiter och katoliker) i Kostelec nad Labem. Nyheten om den blinde härförarens nära förestående ände nådde blixtsnabbt kung Sigmunds hov, där adelsherrarna slog vad med kungen om att Žižka denna gång inte skulle undkomma. ”Strax därpå kom nyheten att Žižka hade undkommit”, avslutar hovkrönikören Eberhard Windecke historien. Natten till den 5 juni fick nämligen Žižka hjälp att komma över på andra sidan floden Labe och genomföra en snabb reträtt österut för att hitta en lämplig försvarsställning. Enhetlig befälsföring, en erfaren stab av lägre befälhavare, disciplin och samordning gjorde det möjligt att genomföra dessa krävande operationer. I slaget vid Malešov den 7 juni led adelsförbundet och Pragförbundets styrkor ett förkrossande nederlag med stora förluster. Därefter tog Žižka på nytt Kutná Hora i besittning. Under resten av sommaren opererade Žižka i norra delen av landet, där han intog Turnov och Libochovice och samlade styrkor för ett anfall mot det utrakvistiska Prag. Med hänsyn till hur krävande det skulle vara att inta huvudstaden nöjde han sig dock till sist med ett fredsavtal. I slutet av september ledde han så ett andra fälttåg till Mähren. Vid belägringen av Přibyslav insjuknade dock Žižka och dog den 11 oktober 1424.

## Eftermäle
Genom Žižkas död förlorade den radikala husitiska rörelsen en genialisk härförare som utformade en ny militär taktik anpassad för de husitiska bondehärarna och en av få politiker med en tydlig framtidsvision. Han förkastade tidigt de kiliastiska föreställningarna om en ny samhällsordning, men bevarade ända till slutet sin revolutionära glöd. Det konservativa Prag glömde dock snart bort hans förtjänster. Taboriterna, som han hade brutit med, tålde honom inte heller. Så på hösten 1424 sörjdes han mest av krigarna i det egna brödraskapet, som efter ett tag började kalla sig ”De faderlösa” (tjeckiska: sirotci). Först den efterföljande generationen kunde värdesätta hans historiska betydelse och gjorde honom med hjälp av legendartade sägner till husitkrigens störste hjälte.
I Tábor har en staty rests över Žižka. Alfred Meißner har behandlat honom i ett epos, "Ziska" (1846). Han är hjälten i en roman av George Sand och i ett drama av Alois Jirásek. Han förekommer även i Gustav Meyrinks roman Walpurgisnacht.

## Personlighet
Žižka var husiternas mest begåvade anförare, en kraftfull, men rå personlighet. Genom den revolutionerande husitiska militära strategin och taktiken, vagnborgar med mobilt artilleri, som Žižka använde även för anfall, gav han sin bondehär ett verksamt försvarsmedel emot fiendernas kavalleri, vilket gjorde husiterna ytterst svårbesegrade. Under de inre striderna inom husitrörelsen vann Žižka överhanden. Han lyckades även åstadkomma en förlikning.
Även om Žižkas krigföring vid första anblicken ger ett fanatiskt intryck, kan man i den urskilja en strategisk linje inriktad på nationell enhet på grundval av ett gemensamt religiöst program. Den obesegrade härföraren litade på vapnen som ett beprövat maktmedel. Först därefter skulle fredliga metoder få utrymme. Enligt hans föreställning skulle samhället bygga på en klart segregerad ståndsindelning, utan att prästerskapet blandade sig i världsliga angelägenheter. Frälse och ofrälse utgjorde en gemenskap, vars inre förhållanden behövde ordnas. Genom de självstyrande organen skulle även de lägsta samhällsklasserna få ta del av beslutsfattandet. Kungamakten skulle dock inte avlägsnas. Staten enligt Žižkas uppfattning hade drag av en militär ståndsmonarki.

## Žižkas militära reglemente
I samband med grundandet av det nya brödraskapet utfärdade Žižka ett militärt reglemente. I inledningen till reglementet fastställs att de fyra Pragartiklarna är bindande inte endast för de väpnade styrkorna utan även för alla invånare i borgar, städer och byar som tillhör brödraskapet. Själva bestämmelserna i reglementet är i huvudsak av disciplinär karaktär. Fem av de tolv artiklarna innehåller detaljerade föreskrifter om uppförandet under marsch, i fält och vid vakthållning. Tre rör ordningen och moralen bland trupperna. Vidare rör bestämmelserna uppdelning av plundringsbyte, desertering och soldaternas förberedelse inför strid. Ur ren militär synvinkel omfattar inte reglementet något revolutionerande, men straffen är strängare än normalt.

## Familj
Dotter med barn, bror till Jaroslav († 1428 vid belägringen av Bechyně) och Anežka.

## Filmer
Jan Žižka är jämte Jan Hus huvudpersonen i regissören Otakar Vávras husitiska filmtrilogi Jan Hus (1954, 115 min) som behandlar perioden 1412-1415, Jan Žižka (1955, 102 min) om perioden 1419-1420 och Proti všem (1957, 109 min). I bägge titelrollerna ser vi skådespelaren Zdeněk Štěpánek. Jan Žižka är även huvudperson i Petr Jákls film Medieval (2022, 125 min) med Ben Foster i huvudrollen.